# Полтавец, Роман Вадимович
Роман Вадимович Полтавец (укр. Роман Вадимович Полтавець; род. 27 июля 1983, Мелитополь, Запорожская область) — украинский футболист, нападающий.

## Биография
Первый тренер — Юрий Самойленко. В 2003 году попал в симферопольскую «Таврию». В Высшей лиге дебютировал 10 ноября 2003 года в матче против киевского «Динамо» (0:0). Всего за «Таврию» провёл 12 матчей и забил 1 гол. В июле 2005 года был в заявке в любительском клубе «Таврика» из Симферополя. Весной 2005 года перешёл в иванофранковский «Спартак». После выступал за мелитопольский «Олком». Зимой 2008 года перешёл в «Феникс-Ильичёвец» из села Калинино.
Летом 2008 года перешёл в состав новичка Премьер-лиги клуб «Львов». Хотя мог оказаться в овидиопольском «Днестре». В команде дебютировал 29 августа 2008 года в матче против киевского «Арсенала» (0:1). Полтавец вышел на 64 минуте вместо Павла Худзика. Вторую половину сезона 2008/09 провёл в клубе «Полтава». Летом 2009 года перешёл в харьковский «Гелиос». Летом 2010 вернулся в ФК «Полтава». Летом 2013 году подписал контракт с ФК «Славутич» из города Черкассы, ставший его последним профессиональным клубом в карьере.